# Каганов Михайло Іванович
Михайло Іванович Каганов (25 листопада 1926, Костянтинівка — 19 березня 1976, Рівне) — український музикант, композитор, педагог. Доцент (1973). Заслужений діяч мистецтв УРСР (1974). Визначний музичний діяч Рівненщини, провідний композитор цього регіону.
Майже 20 років — завідувач музичної частини Рівненського українського музично-драматичного театру імені М. Островського, педагог Рівненського музичного училища, голова Творчого об'єднання самодіяльних композиторів Рівненщини (1957—1976). Понад 15 років викладав також у Рівненському державному педагогічному інституті (1960—1976). Автор багатьох пісень, інструментальних творів, хорових поем.

## Життєпис
Народився 25 листопада 1926 року в смт (нині місто) Костянтинівка в родині шахтаря. Через три роки батько загинув під час обвалу на шахті, незабаром померла й мати. Хлопчик виховувався у дитячому будинку на Херсонщині.
У 1941 році закінчив військово-музичну школу Червоної армії в Одесі. Починав як трубач-сигналіст. Через два роки вступив до Московської школи радіолокації, яка згодом була переведена до Ленінграду. З 1944 року проходив службу у складі Тихоокеанського військово-морського флоту на сторожовому кораблі «Вьюга». З 1946 року — музичний керівник Ансамблю пісні і танцю Тихоокеанського військово-морського флоту.
У 1950 році демобілізований, повернувся до Одеси, де закінчив Одеське музичне училище. У 1957 році закінчив теоретико-композиторський факультет Одеської консерваторії (клас професора Олександра Когана). Тоді ж направлений до міста Рівне, у якому мешкав до кінця життя.
З 1957 року — завідувач музичної частини Рівненського українського музично-драматичного театру імені М. Островського, педагог Рівненського музичного училища. Через рік очолив Творче об'єднання самодіяльних композиторів Рівненщини.

Могила Михайла Каганова, кладовище «Нове»

З 1960 року паралельно викладав у Рівненському державному педагогічному інституті, обіймав посаду старшого викладача кафедри музики і співів. З 1973 року — доцент музично-педагогічного факультету, через рік нагороджений званням «Заслужений діяч мистецтв УРСР».
Помер на 50-му році життя 19 березня 1976 року. Похований на рівненському кладовищі «Нове» («Молодіжне»), біля центрального входу.

## Творча та педагогічна діяльність
Автор багатьох пісень, інструментальних творів, хорових поем. Почесний член Музично-хорового товариства Української РСР. Серед учнів Михайла Каганова — музиканти та музикознавці Богдан Столярчук, Олександр Гайдабура, Анатолій Андрухов, Володимир Островський, Георгій Шнайдер тощо.
У 1964 році, до 150-річчя від дня народження Тараса Шевченка, написав масштабний драматичний твір для баритона та оркестру народних інструментів «Дума» («Ой, три шляхи широкії»), який виконувався, зокрема, народним артистом СРСР Миколою Ворвулєвим. Автор маршу для духового оркестру на поліські теми. Доробок Михайла Каганова входив до низки музично-літературних збірок Рівненщини.
Діяльність Каганова на посаді голови Творчого об'єднання самодіяльних композиторів Рівненщини високо оцінював композитор Євген Юцевич, який у 1974 році казав: «Плідно працюють ровенські самодіяльні композитори, і особливо хочеться відзначити Михайла Івановича Каганова, навколо якого згуртувався хороший творчий колектив».